# 糸満郵便局
糸満郵便局（いとまんゆうびんきょく）は沖縄県糸満市にある郵便局。民営化前の分類では集配普通郵便局であった。

## 概要
住所：〒901-0399 沖縄県糸満市真栄里2016

## 沿革
- 1890年（明治23年）4月1日 - 糸満郵便局（三等）として開設[1]。
- 1896年（明治29年）7月1日 - 為替・貯金取扱を開始。
- 1945年（昭和20年） - 沖縄が、米軍統治下に入る。
- 1972年（昭和47年）5月15日 - 沖縄返還に伴い、郵政省沖縄郵政管理事務所管轄の集配特定郵便局である糸満郵便局として設置[2]。
- 1977年（昭和52年）11月28日 - 電話通話および和文電報受付業務を開始。同日、糸満市字糸満から同市字真栄里に移転。
- 1987年（昭和62年）8月1日 - 特定郵便局から普通郵便局に局種別改定。
- 1996年（平成8年）7月1日 - 外国通貨の両替および旅行小切手の売買に関する業務取扱を開始。
- 2007年（平成19年）10月1日 - 民営化に伴い、併設された郵便事業糸満支店に一部業務を移管。
- 2012年（平成24年）10月1日 - 日本郵便株式会社発足に伴い、郵便事業糸満支店を糸満郵便局に統合。

## 取扱内容
- 郵便、印紙、ゆうパック、内容証明
- 貯金、為替、振替、振込、国際送金、国債、投資信託
- 生命保険、バイク自賠責保険、自動車保険、がん保険、引受条件緩和型医療保険
- ゆうちょ銀行ATM
- 「901-03xx」区域（糸満市内全域）の集配業務
- ゆうゆう窓口

## 周辺
- 糸満市役所
- 糸満漁港
- 糸満市立中央図書館
- サンエーしおざきシティ

## アクセス
- 糸満郵便局前バス停（琉球バス交通・那覇バス）下車、徒歩1分
- 那覇空港自動車道（豊見城東道路） 豊見城・名嘉地ICから南へ約6.5km
- 沖縄県道256号豊見城糸満線沿い
- 駐車場あり：14台